# Cliffortia glauca
Cliffortia glauca är en rosväxtart som beskrevs av August Henning Weimarck. Cliffortia glauca ingår i släktet Cliffortia och familjen rosväxter. Inga underarter finns listade i Catalogue of Life.